# Edna Murphy
Edna Murphy (17 de noviembre de 1899 – 3 de agosto de 1974) fue una actriz estadounidense de la era de cine mudo. Apareció en 80 películas entre 1918 y 1933. Murphy ganó el concurso "Most Photographed Movie Star of 1925" organizado por ScreenLand Magazine.
Durante gran parte de su carrera, Murphy trabajó junto con Monte Blue en películas.
Murphy se casó con el director Mervyn LeRoy el 18 de diciembre de 1927. Se divorciaron el 30 de junio de 1932 por deserción.

## Filmografía
- To the Highest Bidder (1918)
- Fantômas (1920)
- Over the Hill to the Poorhouse (1920)
- The Branded Woman (1920)
- Dynamite Allen (1921)
- Extra! Extra! (1922)
- The Galloping Kid (1922)
- Don't Shoot (1922)
- Caught Bluffing (1922)
- Ridin' Wild (1922)
- Paid Back (1922)
- Her Dangerous Path (1923)
- Nobody's Bride (1923)
- Leatherstocking (1924)
- The King of the Wild Horses (1924)
- The White Moth (1924)
- Daughters of Today (1924)
- Into the Net (1924)
- After the Ball (1924)
- Lena Rivers (1925)
- Wildfire (1925)
- Ermine and Rhinestones (1925)
- His Buddy's Wife (1925)
- Obey The Law (1926)
- Wives at Auction (1926)
- Things Wives Tell (1926)
- 45 Minutes from Hollywood (1926)
- The Little Giant (1926)
- The Valley of Hell (1927)
- Tarzan and the Golden Lion (1927)
- The Black Diamond Express (1927)
- Silver Comes Through (1927)
- His Foreign Wife (1927)
- Burnt Fingers (1927)
- Wilful Youth (1927)
- Dearie (1927)
- The Cruise of the Hellion (1927)
- Modern Daughters (1927)
- Stolen Kisses (1929)
- The Sunset Legion (1928)
- The Midnight Adventure (1928)
- My Man (1928)
- The Greyhound Limited (1929)
- Little Johnny Jones (1929)
- The Show of Shows (1929)
- Lummox (1930)
- Finger Prints (1931)
- Anybody's Blonde (1931)